# Neureichenau

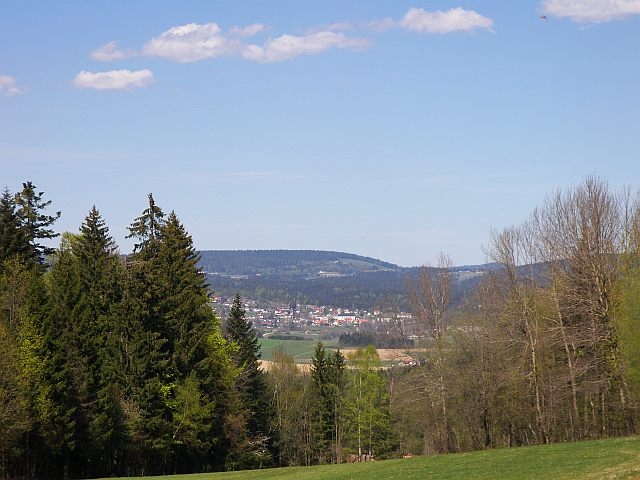
Neureichenau

Neureichenau (bis 1951 Schimmelbach) ist eine Gemeinde im niederbayerischen Landkreis Freyung-Grafenau und ein staatlich anerkannter Erholungsort.

## Geographie

### Geographische Lage
Die Gemeinde liegt in der Region Donau-Wald im Dreiländereck Deutschland – Österreich – Tschechien bzw. Bayern – Böhmen – Mühlviertel am Fuß des Dreisesselberges im Unteren Bayerischen Wald. 
Neureichenau befindet sich 15 km östlich von Waldkirchen, 20 km südöstlich von Freyung, 26 km vom Straßengrenzübergang zu Tschechien (bei Philippsreut) und 7 km von der Grenze zu Österreich (bei Lackenhäuser) entfernt.
Nördlich der Gemeinde befindet sich das gemeindefreie Gebiet Pleckensteiner Wald in welchem sich wiederum Exklaven der Gemeinde befinden.

### Nachbargemeinden
- Jandelsbrunn
- Grainet
- Haidmühle
- Nová Pec
- Schwarzenberg am Böhmerwald
- Breitenberg (Niederbayern)

### Gemeindegliederung
Es gibt 27 Gemeindeteile (in Klammern ist der Siedlungstyp angegeben):
- Altreichenau (Pfarrdorf)
- Bernau (Weiler)
- Binderbruck (Einöde)
- Branntweinhäuser (Dorf)
- Dreisesselhaus (Unterkunftshaus)
- Duschlberg (Dorf)
- Fischergrün (Dorf)
- Gänswies (Dorf)
- Gern (Weiler)
- Gsenget (Dorf)
- Hinterfreundorf (Dorf)
- Kernberg (Dorf)
- Klafferstraß (Dorf)
- Kleingsenget (Dorf)
- Lackenhäuser (Dorf)
- Lackerau (Dorf)
- Langbruck (Dorf)
- Loiblau (Weiler)
- Neureichenau (Pfarrdorf)
- Pleckenstein (Einöde)
- Pleckenstein (Weiler)
- Riedelsbach (Dorf)
- Röhrndlberg (Dorf)
- Schimmelbach (Dorf)
- Spillerhäuser (Dorf)
- Spitzenberg (Dorf)
- Stubenberg (Weiler)

## Geschichte

### Bis zur Gemeindegründung
Um 1600 leitete eine wandernde Glashütte in der „Reichenau“ die Siedlungstätigkeit ein. Neureichenau (früher Unterreichenau) gehörte zu dem Teil des alten Hochstifts Passau, der durch Fürstbischof Leopold Ernst Graf von Firmian 1765 von der oberösterreichischen Herrschaft Rannariedl mit den sieben künischen Dörfern erwarb. Im Jahr 1806 kam das heutige Gemeindegebiet, nachdem es zuvor von 1803 bis 1806 zum Großherzogtum Salzburg gehört hatte, zu Bayern. Neureichenau gehörte von 1808 bis 1818 zum Steuerdistrikt Schimmelbach.

### Gemeinde Schimmelbach, ab 1951 Neureichenau
Die 1818 durch das zweite bayerische Gemeindeedikt gebildete Gemeinde Schimmelbach umfasste die Orte
| - Neureichenau - Fischergrün - Gern - Langbruck | - Pleckenstein - Riedelsbach - Schimmelbach - Spillerhäuser |

Sie gehörte erst zum Landgericht Wolfstein, bis mit Verordnung vom 25. Februar 1862 das Landgericht Waldkirchen errichtet wurde. Beide Landgerichtsbezirke gehörten in der Folge zum Bezirksamt Wolfstein. Am 1. Januar 1939 im Deutschen Reich die einheitliche Bezeichnung Landkreis eingeführt. So wurde aus dem Bezirksamt der Landkreis Wolfstein. Am 27. April 1951 wurde die Gemeinde Schimmelbach amtlich in Neureichenau umbenannt.

### Eingemeindungen
Am 1. Januar 1971 gab die Gemeinde Gsenget ihre Selbständigkeit auf und entschloss sich zur Eingliederung in die Gemeinde Neureichenau. Am 1. April 1971 kam auch Klafferstraß freiwillig hinzu. Am 1. Januar 1978 wurden die Gemeinden Altreichenau und Lackenhäuser eingemeindet.

### Einwohnerentwicklung
Zwischen 1988 und 2018 wuchs die Gemeinde von 4168 auf 4463 um 295 Einwohner bzw. um 7,1 %.

## Politik

### Gemeinderat
| Partei/Liste                                     | 2020  | 2020  | 2014  | 2014  |
| Partei/Liste                                     | %     | Sitze | %     | Sitze |
| UWG                                              | 22,39 | 3     | 36,31 | 6     |
| CWU/Freie Wähler                                 | 17,70 | 3     | 32,15 | 5     |
| CSU                                              | 43,14 | 7     | 31,54 | 5     |
| Aktive Bürgergemeinschaft (ABG)                  | 5,76  | 1     | –     | –     |
| Freie Fortschrittliche Unabhängige Wähler (FFUW) | 4,08  | 1     | –     | –     |
| Junge Liste (JL)                                 | 6,93  | 1     | –     | –     |

### Bürgermeisterin
Ehrenamtliche Erste Bürgermeisterin ist seit 1. Mai 2020 Kristina Urmann (CSU).
Sie wurde am 15. März 2020 im ersten Wahlgang mit 54,3 % gewählt und ist Nachfolgerin von Walter Bermann (CWU/FW), der bei der Kommunalwahl 2014 mit 52,4 % der gültigen Stimmen gewählt wurde.

### Wappen
Neureichenau
Die Wappenbeschreibung lautet: „Durch eine goldene Wellenleiste geteilt von Rot und Grün; oben ein silbernes Buch, aus dem drei goldene Siegel hängen; unten ein silberner Dreiberg, darauf eine blaue Kugel.“
Die goldene Wellenleiste und der Dreiberg bringen die geographische Lage der Gemeinde an der großen Michl und am Dreisessel im unteren Bayerischen Wald zum Ausdruck. Das Siegelbuch im oberen Feld stammt aus dem Wappen von Fürstbischof Leopold Ernst Graf von Firmian, der Neureichenau 1765 für das Hochstift Passau erworben hat. Die Kugel im Schildfuß ist eine sog. Paternosterkugel und verweist als Erzeugnis der Glasmacherei auf die örtliche Bedeutung dieses Wirtschaftszweigs.

Altreichenau
Die Wappenbeschreibung lautet: „Geteilt in Silber und Rot; vorne auf einem aus drei grünen Quadern gebildeter Steinsockel ein roter Falke, hinten ein weiß/silbernes Kelchglas.“
Gegründet durch die Grafen von Salburg zeigt den Falken, die Landesherrschaft von Österreich (ab 1506) und die Fürstbischöfe von Passau (seit 1765) werden durch die Farben rot und silber dargestellt. Der Pokal erinnert an die Glasherstellung in Altreichenau. Die drei Steinquader sollen auch auf den Dreisesselberg verweisen, ein Wahrzeichen der Region.

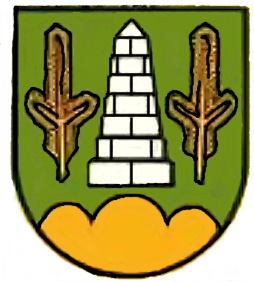
Lackenhäuser
Die Wappenbeschreibung lautet: Auf grünem Grund ein goldener Dreiberg, darüber in weiß/silber einen gemauerten Obelisken, rechts und links ein weiß/silberner Fichtenzweig.
Die Hügel und die Fichtenzweige verweisen auf die geografische Lage des Ortes (Ostbayern/Bayerischer Wald). Der Obelisk steht für das Adalbert-Stifter-Denkmal, das in der Gemarkung Lackenhäuser steht und an den Dichter erinnert.

### ILE Abteiland
Die Gemeinde ist Mitglied der im April 2011 von 11 Kommunen gegründeten Arbeitsgemeinschaft „Integrierte Ländliche Entwicklung Abteiland“ (ILE Abteiland), deren Motto es ist, den Natur-, Kultur- und Wirtschaftsraum Abteiland als lebenswerte Heimat zu erhalten und zu gestalten.

## Religion
Das Gebiet der Gemeinde Neureichenau umfasst die katholischen Pfarreien Neu- und Altreichenau (heute im Pfarrverband Neureichenau) im Dekanat Freyung-Grafenau des Bistums Passau und die evangelisch-lutherische Pfarrei Freyung im Evangelisch-Lutherischen Dekanat Passau der Evangelisch-Lutherischen Kirche in Bayern. Bis 1951 zählten die Protestanten in Neureichenau zur evangelisch-lutherischen Pfarrei Passau.

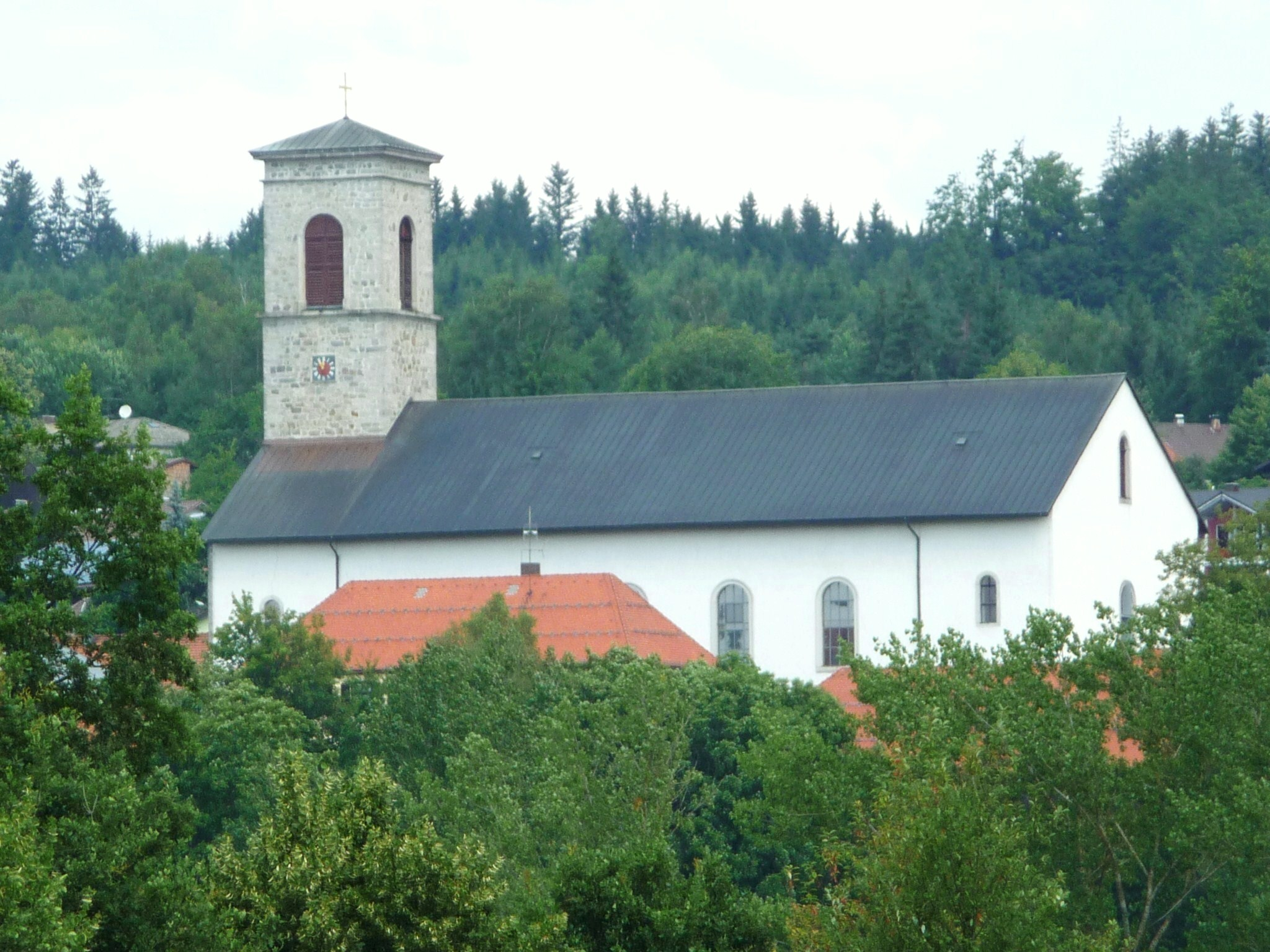
Katholische Pfarrkirche St. Leonhard

Seit der Gegenreformation ist Neureichenau römisch-katholisch geprägt. Das Gemeindegebiet gehörte bis 1767 zur katholischen Pfarrei Waldkirchen, dann bis 1840 zum katholischen Pfarrvikariat Wollaberg. Die Kirche St. Leonhard in Neureichenau wurde zwischen 1834 und 1838 errichtet. 1840 wurde aus Teilen der Pfarreien Breitenberg, Grainet und Wollaberg die Expositur Neureichenau errichtet, die der Pfarrei Breitenberg angegliedert war. 1899 wurde die Expositur Neureichenau zur Pfarrei erhoben. 1933 wurde dann aus Teilen dieser Pfarrei die Expositur Altreichenau errichtet, die 1941 zur Pfarrei Altreichenau erhoben wurde. Die Pfarrkirche St. Sigismund in Altreichenau wurde 1932 erbaut und 1948/1949 erweitert.

## Kultur und Sehenswürdigkeiten

### Museen
- Museum „Adalbert Stifter und der Wald“[10], Lackenhäuser 146, 94089 Neureichenau

### Baudenkmäler und Bodendenkmäler
- Pfarrkirche St. Leonhard in Neureichenau
- Katholische Pfarrkirche St. Sigismund in Altreichenau
- Rosenberger Gut mit Adalbert-Stifter-Museum

### Tourismus
Neureichenau ist Endpunkt der 150 km langen Bayerwaldloipe.
Neureichenau ist an den Iron Curtain Trail, den längsten offiziellen Radfernweg Europas, angeschlossen, welcher entlang des ehemaligen Eisernen Vorhangs verläuft.

## Wirtschaft und Infrastruktur

### Verkehr
Auf dem Gemeindegebiet existierten in Neureichenau und Altreichenau zwei Bahnhöfe, die
die an der Strecke von Passau nach Budweis (Österreich-Ungarn) lagen. Von Passau fuhr die Königlich Bayerische Staatseisenbahn über Waldkirchen nach Haidmühle (Bahnstrecke Passau–Freyung und Bahnstrecke Waldkirchen–Haidmühle); ab Haidmühle ging es weiter mit den kaiserlich-königlichen österreichischen Staatseisenbahnen über Neuthal und Wallern in Richtung Budweis (Bahnstrecke Číčenice–Haidmühle). 1945 endete der grenzüberschreitende Verkehr. Bis 1963 fuhren noch Personenzüge nach Waldkirchen; der Güterverkehr wurde schließlich 1975 oberhalb Jandelsbrunn stillgelegt. Die Strecke wurde abgebaut und in einen Radweg umgewandelt.

## Persönlichkeiten

### Söhne und Töchter der Gemeinde
- Franz Nöpl (1857–1949), römisch-katholischer Priester
- Eduard Weigl (1869–1960), römisch-katholischer Priester, Päpstlicher Hausprälat, Ordinarius für Pastoraltheologie, Homiletik und Liturgik an der Ludwig-Maximilians-Universität, 1909–1946 Direktor des Erzbischöflichen Priesterseminars Georgianum in München.

### Mit der Gemeinde verbundene Persönlichkeiten
- Paul Graf Yorck von Wartenburg (1902–2002), verlebte den 34-jährigen Ruhestand in Neureichenau